# Sam Byrne
Sam John Byrne (ur. 23 lipca 1995 w Dublinie) – irlandzki piłkarz występujący na pozycji napastnika w Evertonie.

## Manchester United
W lipcu 2010 roku Byrne dołączył do akademii Manchesteru United. Debiut w juniorskim zespole nastąpił 27 sierpnia 2011 roku w meczu z Southampton. Czekał trzy miesiące na pierwszą bramkę w karierze, strzelił ją w meczu z Liverpoolem 25 listopada 2011 roku. Występował regularnie, strzelił 4 gole w 28 występach. W sezonie 2011/12 rozkręcał się stopniowo, strzelając 2 gole w 11 meczach w pierwszej połowie sezonu, a w drugiej dołożył 5 goli. Znakomite występy przeciwko Fulham i Southampton. W sezonie 2013/14 grał w młodzieżowych rozgrywkach UEFA, Manchester United nie wyszedł z grupy. Byrne rozegrał 5 z 6 meczów.
23 maja 2014 roku Manchester United rozwiązał kontrakt z Irlandczykiem.

### Carlisle United
31 stycznia 2014 roku został wypożyczony do Carlisle United, zadebiutował następnego dnia w meczu z Bristol City.

## Everton
18 lipca 2014 roku podpisał kontrakt z Evertonem.